# Auriac-Lagast
Auriac-Lagast är en kommun i departementet Aveyron i regionen Occitanien i södra Frankrike. Kommunen ligger  i kantonen Cassagnes-Bégonhès som ligger i arrondissementet Rodez. År 2022 hade Auriac-Lagast 229 invånare.

## Befolkningsutveckling
Antalet invånare i kommunen Auriac-Lagast
Referens: INSEE